# 藤原忠行
藤原 忠行（ふじわら の ただゆき）は、平安時代前期の貴族・歌人。藤原南家巨勢麻呂流、近江権守・藤原有貞の子。官位は従五位下・若狭守。

## 経歴
土佐掾・掃部助を経て、宇多朝の寛平2年（890年）従五位下に叙爵し、翌寛平3年（891年）散位頭に任ぜられる。
醍醐朝の昌泰3年（900年）遠江守に任ぜられ地方官に転ずる。延喜5年（905年）刑部大輔と京官に復すが、翌延喜6年（906年）正月には若狭守として地方官に転じ、同年11月1日卒去。

## 人物
勅撰歌人として、『古今和歌集』『後撰和歌集』に1首ずつ和歌作品が採られている。『後撰和歌集』採録の和歌から、紀友則と交際があったことが窺われる。

## 官歴
注記のないものは『古今和歌集目録』による。
- 仁和3年（887年） 2月2日：土佐掾
- 時期不詳：掃部助
- 寛平2年（890年） 正月7日：従五位下（諸司）
- 寛平3年（891年） 3月9日：散位頭
- 時期不詳：少納言[2]
- 昌泰3年（900年） 正月11日：遠江守
- 延喜5年（905年） 10月27日：刑部大輔
- 延喜6年（906年） 正月21日：若狭守。11月1日：卒去[2]

## 系譜
『尊卑分脈』による。
- 父：藤原有貞
- 母：紀名虎の娘
- 妻：雄風王の娘
  - 男子：藤原維綱
- 生母不詳の子女
  - 男子：藤原維遠